# Magyar Távmunka Szövetség
Magyar Távmunka Szövetség a nem tipikus foglalkoztatási, képzési és oktatási formák elterjesztését, alkalmazását segítő szakmai civil szervezet.

## Megalakulása, célja
A Magyar Távmunka Szövetség 2004 augusztusában alakult. Létrehozásának célja a távmunkával, telekooperációval, telekoordinációval és az e-learning alkalmazásokkal kapcsolatos döntésekre jelentős befolyással bíró, tagjaival jól és gyorsan kommunikáló, jó hírnevű és hatékonyan működő civil szervezet megteremtése volt.
A Magyar Távmunka Szövetség célul tűzte ki a távmunka alkalmazásának és elterjedésének elősegítését a távmunka gazdasági előnyeinek integrált kommunikációjával, a távmunka elterjedését segítő kormányzati célok támogatásával, a távmunkával kapcsolatos szakmai ismeretek, információk hasznosításával, valamint kutatási és fejlesztési eredmények széles körű terjesztésével.

## A távmunka alapjai
Az Európai Bizottság 2002-ben – a szociális partnerekkel kötött megállapodásban – a távmunkát olyan munkaszervezési és/vagy munkavégzési formaként definiálta, amely a számítástechnikát munkaviszony keretei között veszi igénybe, illetve ahol a munkát, – mely a munkaadó telephelyén is végezhető lenne –  a munkavállalók attól rendszeresen távol végzik. Távmunkavállalónak pedig az a személy tekinthető, aki e meghatározásnak megfelelő keretekben – Information and communication technologies (ICT) – magyarul az információs és kommunikációs technológia eszközeivel végzi a munkáját.

## Jogi szabályozás
A távmunkát a 2004. XXVIII. törvény szabályozza. A törvény alkalmazásában távmunkát végző munkavállaló: a munkáltató működési körébe tartozó tevékenységet rendszeresen az általa választott, a munkáltató székhelyétől, telephelyétől elkülönült helyen, információtechnológiai és informatikai eszközzel végző és a munkavégzés eredményét elektronikus eszközzel továbbító munkavállaló.
A távmunka-végzés lényege, hogy a munkaadó és a munkavállaló közötti kapcsolatban valamilyen adat vagy adathalmaz keletkezzen. Ilyen adat lehet kép vagy hang adat is. A távmunkás, illetve munkaadó főként elektronikus úton tartja a kapcsolatot, de személyes megjelenésére a munkáltató központjában esetenként szükség lehet.
A munkavégzés helyszíne általában a zavartalan munkavégzésre alkalmas, a munkabiztonsági és ergonómiai előírásoknak megfelelő otthoni munkahely. A távoli helyről történő munkavégzés azonban közösségi munkahelyről – távmunka házból, teleházból, szatellit irodából is lehetséges.
A távmunka végzés hagyományos formái mellett egyre gyakrabban jelennek meg az összetettebb munkavégzést igénylő telekooperációs és telekoordinációs tevékenységek. Az elmúlt években jelentősen növekedett a mobil, – nem meghatározott (fix) helyen kialakított távmunka helyről történő – távmunka jelentősége is. Mobil távmunka végzés esetén a munkahely sem kötött. Lehetőség van változó munkahelyen, vagy akár utazás közben a munkavégzésre. A munkavégzés e sajátos formáját a hordozható informatikai eszközök teszik lehetővé.

## Távmunkában végezhető tevékenységek
A távmunka nem speciális szakma. Vannak olyan munkakörök, feladatok, amelyeket távoli helyről is el lehet végezni. Elengedhetetlen azonban a megfelelő szaktudás, szakmai ismeret, gyakorlat, tapasztalat. Klasszikus távmunka tevékenység a gépelés, az adatfeltöltés, a programozás, a rendszerfelügyelet, az adatbázis-készítés, a webes karbantartás stb. Napjainkban azonban a távoli helyről történő munkavégzés a gazdaság bármely területén lehetséges: például mérnöki tervezés; fotófeldolgozás; készletnyilvántartás; tanácsadás; ügyfélszolgálat; távfelügyelet; térfigyelés; technológiai ellenőrzés; oktatás; tudományos tevékenység.
A KSH többek között statisztikusokat, az MTA Filozófiai Kutató Intézete kutatókat alkalmaz távmunkában.

## A Magyar Távmunka Szövetség Alapító Tagjai
- Access Value Kft.
- Alfa Ipari Rt.
- Avaya Magyarország Kft.
- Bogdánfy Géza (magánszemély)
- Budapesti Műszaki Főiskola
- Euroexpert Holding Rt.
- Hewlett-Packard Magyarország Kft.
- Hungary.Network Rt.
- IDG Hungary Kft.
- Kapsch TeleCom Kft.
- MÁV Informatika Kft.
- MER Könyvvizsgáló és Gazdasági Tanácsadó Kft.
- MKI Marketing Kommunikációs Intézet Kft.
- MTA Szociológiai Kutatóintézet
- Negral Kft. (új nevén NetGRAL Kft.)
- PricewaterhouseCoopers Kft.
- Stratégiakutató Intézet Kht.
- T-Mobile Magyarország Rt.
- Wesselényiné Nagy Andrea (magánszemély)

## A Szövetség Elnöksége
A Szövetség első és azóta is tiszteletbeli elnöke: Dr. Horváth Elek a Budapesti Műszaki Főiskola oktatási rektor-helyettese. A Szövetség jelenlegi elnöke: Dr. Forgács Tamás aki programozói és informatika tanár alapképzettséggel rendelkezik, de summa cum laude minősítéssel szerzett közgazdaság-tudományi PhD-t a Pécsi Tudományegyetem Regionális Politika és Gazdaságtan Doktori Iskolában a távmunka regionális szerepének kutatásával. A Szövetség megalakítása Forgács nevéhez fűződik, valamint Magyarországon elsőként ő kezdeményezte az atipikus munkaszervezés üzleti megoldásként történő kezelését, így például a PwC és Deloitte cégek Forgács munkája révén távmunka tanácsadás szolgáltatást indítottak. Nevéhez fűződik az első magyar Távmunka Ház koncepciójának kidolgozása és a projekt megvalósítása. Az első magyar távmunka házat 2006 őszén avatták Örkény városban.
A Szövetség alelnökei Tóth Adrienn a Sonrisa International Inc HR vezetője, valamint Paprika Márk az Equilor Investment Ltd. pénzügyi szakértője. A Felügyelő Bizottság Elnöke Matyóka Zoltán a Magyar Könyvelők Országos Egyesületnek elnöke.
A Magyar Távmunka Szövetség elsődleges célja, hogy platformot teremtsen a gazdasági szereplők - vállalkozások és társadalmi szervezetek - számára, hogy a távmunkában rejlő esélyeket és lehetőségeket megismerjék.

## Minősített Távmunka - a távmunka tanúsítás
2020-ban indította el a Minősített Távmunka portált (lásd: https://minositett.tavmunka.org/ Archiválva 2021. május 7-i dátummal a Wayback Machine-ben), ahol többek között tanúsítást bocsát ki azon szervezetek számára, akik a tanúsítási eljárás során megfelelnek a támasztott kritériumoknak. 
A távmunka sikeres alkalmazása alapos körültekintést igényel. A Magyar Távmunka Szövetség összegyűjtötte az alapvető jogi, adatvédelmi, informatikai, munkaügyi, munkaszervezési szempontokat, hogy segítse a megvalósítást. Ezeknek való megfelelés alapján tanúsítást ad, amely belépő a távmunkát sikeresen alkalmazó cégek világába. 
A Szövetség segíteni kívánja a távmunkához kapcsolódó vagy kapcsolható hazai vagy nemzetközi támogatások lehívását, valamint tevékenyen is részt kíván venni ilyen célzatú projektek megvalósításában. 

## Külső hivatkozások
- Hivatalos lap
- Minősített Távmunka portál Archiválva 2021. május 7-i dátummal a Wayback Machine-ben